# Ryde (Felgenhersteller)
RYDE International ist ein niederländischer Felgenhersteller.

## Geschichte
Die Firma Van Schothorst begann als Schmiede und Radhersteller in Barneveld in der Nähe von Boxmeer, wo der Nachfolger Ryde auch heute noch seinen Firmensitz hat. Das Unternehmen spezialisierte sich in den 50er Jahren zunehmend auf die Fertigung von Radfelgen. Als Aluminiumfelgen aufkamen, beschlossen die damaligen Firmeneigner der Van Schothorst, weltweit eine Reihe von Unternehmen aufzukaufen, darunter auch die französische Firma Rigida. Neben der Übernahme mehrerer Betriebe, z. B. Weinmann Metal Products wollte das Unternehmen weltweit Produktionsbetriebe gründen, unter anderem in Großbritannien, Italien, Belgien, Malaysia, Mexiko und den USA. Zur Zeit ihres größten Erfolges produzierte die Firma 20 Millionen Felgen jährlich. Das Unternehmen wurde unter dem Namen Rigida Group geführt. Aufgrund von Veränderungen des Marktes und durch eine Reihe von Fehlentscheidungen gerieten verschiedene Unternehmen der Rigida Group in Schwierigkeiten. Alesa, der belgische Felgenhersteller der Van Schothorst Gruppe, ging 2002 insolvent.
Eine Reihe von ausländischen Unternehmensteilen wurden verkauft oder geschlossen, und einige Betriebe der Gruppe gingen um 2002 in Konkurs. Um eine „zeitgemäße junge und dynamische Ausstrahlung zu schaffen“, wurde der Name Rigida im Jahr 2010 zu RYDE geändert.

## Struktur
Die übergeordnete Holding RYDE International vereint RYDE BV (Niederlande), Rigida (Malaysia), RYDE Hungary (Ungarn) und Bike Parts Hong Kong (Hongkong). Bike Parts hat zwei Produktionsstandorte von Weinmann Metal Products in China übernommen. Die ungarische Niederlassung ist ein Sonderfall, da diese ihren Geschäftssitz in der ungarischen Produktionsniederlassung der Accell Group hat.
Zur Gruppe gehören heute die Marken:
1. Van Schothorst
2. Weinmann
3. Alesa en Rigida